# チャリング・クロス

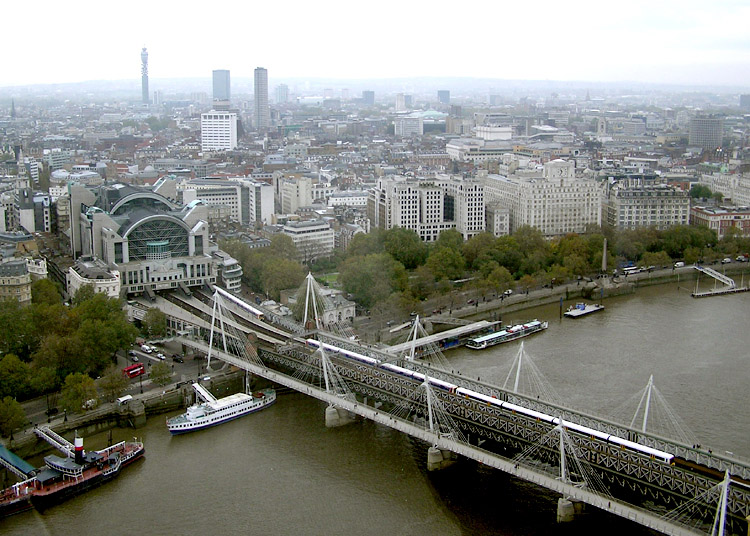
ハンガーフォード・ブリッジ（手前）とチャリング・クロス駅（左中央）
（ロンドン・アイから撮影）

チャリング・クロス (Charing Cross) は、ロンドンのシティ・オブ・ウェストミンスターにあるトラファルガー広場南側に位置するラウンドアバウトおよびその周辺地区。6差路となっており、ストランド（en, シティのフリート・ストリートに接続する通り）、チャリング・クロス・ロード（en, オックスフォード・ストリートのソーホー、ブルームスベリー方向に至る）、ノーサンバーランド・アヴェニュー（en, 東側至近テムズ川に伸びる)、ホワイトホール（英議会や官庁街）、ザ・マル（アドミラルティ・アーチ、バッキンガム宮殿への通り）、その他ペル・メルに至る2本の短い通りなどが接続している。
かつてチャリング村と呼ばれていた当地にあったエレアノール・クロス (Eleanor cross) - エレアノールの十字架 - を受け継いで命名された。現在、このエレアノールの十字架の跡地には国王チャールズ1世の像が建っている。18世紀の後半以来、チャリング・クロスはロンドンの中心と見なされるようになり、ロンドンからの距離を測る際の基準点に位置づけられている。

## 概要
13世紀のイングランド国王エドワード1世が妻であるエリナー・オブ・カスティルの記念碑を設けたチャリング村があった場所である。エドワード1世は病死したエリナーの亡骸をリンカンシャー州からウェストミンスター寺院まで運ぶ途中、12カ所で宿泊した。彼はこの12カ所全てに十字架の付いた塔を建てた。これらは「エリナー・クロス」と呼ばれた。最後に建てられたチャリング村の塔は特に大きく造られ、チャリング・クロスの語源にもなったが、1647年に解体撤去された。跡地にはチャールズ1世の騎馬像が建てられた。12基の塔の内、現存しているのは3つだけである。
Charing Crossのcharingは古英語で川の曲りを意味する。
一般にロンドンの中心と見なされることも多い。ロンドンの地区の位置を表すのに、チャリング・クロスからの方角と距離を用いることもある。古くから道路標識や地図にはチャリング・クロスからの距離が表示されていたことでも知られる。1839年にロンドン警視庁の活動範囲はチャリング・クロスから15マイル内に位置する教会区と定められた。 
チャリング・クロス駅の正面に設置されているエリナー・クロスはヴィクトリア朝時代に再建されたレプリカであり、オリジナルの物よりも大きく、装飾もより豪華になっている。 
サミュエル・ジョンソンは「チャリング・クロスには人間の存在その満ち引きの全てがある」と述べている。

## 名所
- トラファルガー広場 - チャリング・クロス
  - フォイルズ - チャリング・クロス界隈にある書店
- ホワイトホール
  - ダウニング街10番地
  - ウェストミンスター宮殿
- ザ・マル
  - アドミラルティ・アーチ
  - バッキンガム宮殿
- チャリング・クロス・ロード（en, オックスフォード・ストリートの東側にあるソーホー、コヴェント・ガーデン、ホルボーン、ブルームスベリー方向に至る通り）
- メイフェア - メリルボーン（オックスフォード・ストリートの西側にある）

## 公的機関による基準点としての利用
18世紀後期以降、チャリング・クロスはロンドンの中心と見なされている。19世紀の初めからは、ロンドン市内に限って適用される様々な法律において、チャリング・クロスはその地理的な範囲を定める際の中心基準点として制定された。しかし、後の1965年にグレーターロンドンが新設されたことに伴い、これらの制定法の多くは公的な効力を失った。
| 使用                                   | 指定範囲 |
| -------------------------------------- | --- |
| ロンドン警視庁管区                     | 1829年メトロポリタン・ポリス法では、チャリング・クロスから半径12マイル (19.3 km)以内に位置する教会区をロンドン警視庁の活動範囲とする条項が盛り込まれた。この規定は後に、1839年メトロポリタン・ポリス法において15マイル (24.1 km)以内へと拡張された。                                           |
| メトロポリタン・ビルディング・オフィス | 1844年ロンドン・ビルディング法にて、役所の職権の及ぶ範囲はチャリング・クロスから半径12マイル (19.3 km)以内と定められた。 |
| ハックニーキャリッジの免許             | 1831年ロンドン・ハックニーキャリッジ法および関連法によって、指定圏内で営業するタクシー運転手は運賃の受け取りを義務付けられた。チャリング・クロスから半径6マイル (9.7 km)以内にある道路は現在もタクシー運転手の教習コースに利用されている。                                                     |
| 街頭販売 (Street Trading)              | 1856年メトロポリタン・ストリート法によりロンドン警視庁の警視総監にチャリング・クロスから半径6マイル (9.7 km)圏内における様々な活動を規制する権限が付与された。靴磨き店に対しては依然として当法令は有効だが、実際には個々のロンドン特別区による街頭販売を規制する条例等に取って代わられている。 |

## 隣接地域と交通

### 最寄駅
チャリング・クロスの交差点の東、ストランドにチャリング・クロス駅がある。また、テムズ川を挟んだ対岸（右岸）にはウォータールー東駅とウォータールー駅があり、ハンガーフォード・ブリッジ（ゴールデン・ジュビリー・ブリッジ）を通して接続している。